# مغالطه پرسش پیچیده
جمع مسائل در مسئلهٔ واحد یا مغالطه پرسش پیچیده (به انگلیسی: Complex Question Fallacy) یا مغالطهٔ پرسش‌های فراوان، مغالطهٔ پیش‌انگاری، پرسش دو معنی یا دو پهلو، پرسش گمراه کننده به معنای پرسشی است که معنای دیگری درخود جای داده است یا به عبارتی دیگر این مغالطه، پرسشی است که معنایی در آن نهفته است و از شخص پرسش کننده در برابر تهمت‌ها و گفته‌های تهاجمی بی‌پایه و اساس محافظت می‌کند و علاوه بر آن بحث را به گمراهی و پیچیدگی می‌کشاند.

## نمونه
شخص اول: امروز یه بار دیگه داخل مدرسه یکی رو با شلیک گلوله زدن!
شخص دوم: چند بار دیگه باید توی مدارسمون شلیک اسلحه رخ بده تا قانون مالکیت اسلحه رو تغییر بدیم؟
شخص اول: امیدوارم این قانون مالکیت اسلحه به کل حذف بشه.
شخص دوم: امیدوارم.
توضیح: شخص اول حامل خبری است که خشونت ورزی در یکی از مدارس اتفاق افتاده است و شخص دوم با طرح یک پرسش خواستار پاسخی است که نیازمند تعداد شلیک اسلحه است اما در پس آن معنی «هر چه زود تر قانون مالکیت اسلحه حذف بشه» نهفته است. شاید اینگونه باشد، ولی این گفته در خود مفهوم پنهان دیگری دارد. ذهن آدمی وقتی چنین پرسشی را می‌شنود، به‌طور ناخودآگاه تلاش می‌کند برای آن پاسخی پیدا کند و در هنگام این‌که به دنبال پیدا کردن پاسخ پرسش است، به این تفکر نمی‌کند که آیا موردی که در پرسش گفته شده درست است یا خیر.